# 58-я стрелковая дивизия (РСФСР)
58-я стрелковая дивизия — воинское соединение РККА в период Гражданской войны в России.

## История
1919 год
27 июля Крымской стрелковой дивизии 14-й армии Южного фронта присвоен войсковой номер и теперь она именуется 58-я стрелковая дивизия. 4-й, 5-й и 6-й Заднепровский полки Крымской стрелковой дивизии утратили наименования после 27 июля, при включении дивизии и её полков в единую нумерацию Р. К. К. А.,
Начальник дивизии И. Ф. Федько. Командирами бригад назначены А. Шишкин, Л. А. Маслов, Г. А. Кочергин.,
31 июля на левом фланге дивизии у села Весёлое в упорнейшем бою части дивизии разбили белогвардейцев-деникинцев и заняли н.п. Николайполь (волостной населённый пункт), Александровку и Григорьевку Екатеринославского уезда Екатеринославской губернии.
Участок обороны 58-й стрелковой дивизии проходил по правому берегу реки Днепр от Днепровского залива до устья Мокрой Суры (Мокрая Сура — река, правый приток Днепра, впадает в Днепр в 14 км южнее Екатеринослава). У г. Херсона держал оборону 517-й стрелковый полк под командованием Тарана, в районе г. Берислава — 520-й полк под командованием Моисеенко, полк не давал возможности белогвардейцам-деникинцам переправиться через реку. Выше по течению реки располагались 522-й полк под командованием Карпенко и части 3-й бригады под командованием Г. Кочергина.
В тылу 58-й стрелковой дивизии было неспокойно. На юге Украины действия флота интервентов стран Антанты способствовали успехам белогвардейцев. 47-я стрелковая дивизия с трудом удерживала г. Одессу и прилегающий к ней район. На севере Украины 44-я стрелковая дивизия вела беспрерывные бои с украинцами-петлюровцами в районе г.Сарны. В центральной части Украины 45-я стрелковая дивизия отбивалась от врага в районе Вапнярка, Ямполь. На большей части территории занимаемой советскими дивизиями, бесчинствовали банды украинских народных атаманов. На стратегически важном направлении для Советских республик — г. Воронеж, г. Курск белогвардейцы развили решительное наступление, с конечной целью взятие Москвы.
Для объединения действий 45, 47 и 58-й сд командующий войсками 12-й армии в середине августа своим приказом образовал Южную группу армии. Командующим группой войск назначался начдив 58-й сд И. Ф. Федько. Но создание Южной группы фактически произошло формально, так как связи между дивизиями не было.
На юго-западе советские войска 12-й армии из последних сил сдерживали напор белогвардейцев-деникинцев, которые рвались к г. Киеву.
Для 58 сд создавалась угроза окружения. Белогвардейцы на правом фланге дивизии заняли н.п. и станцию Знаменку (30 км к северо-востоку от г. Елисаветграда Александрийского уезда Херсонской губернии), а на левом фланге — Апостолово Херсонского уезда Херсонской губернии. Начдив И. Ф. Федько решил быстрым манёвром отрезать вырвавшиеся вперёд части противника от его главных сил и их разгромить. Для выполнения своего замысла начдив на левом фланге дивизии стянул части к н.п. Новому Бугу. А на правом фланге специально выделенные подразделения из района станции Аджамка (село в 20 км к востоку от Елисаветграда) начали в северо-восточном направлении демонстративное наступление на Знаменку, а главные силы дивизии нанесли удар по в противнику в обход Знаменки. Достигнутый успех положение в пользу советских войск не изменил, но задерживал на некоторое время продвижение белогвардейцев в этом районе.
Русские войска генерала А. Деникина заняв уездный город Елисаветград и удерживая г. Знаменку, отрезали путь на север Украины для Южной группе войск 12-й армии и изолировали её от основных сил Красной Армии, действующих севернее г. Киева. Войска 58-й дивизии сдерживая натиск противника отступали.
13 августа
В 3-й бригаде дивизии, командир бригады Г. А. Кочергин, под влиянием украинцев-махновцев в районе н.п. Долинской (60 км к юго-востоку от г. Елисаветграда) красноармейцы вышли из повиновения своим командирам. Здесь дело обстояло гораздо хуже чем в Николаеве. Махновцы уговорили красноармейцев 3-й бригады переметнуться к ним. Они арестовали комбрига Г. А. Кочергина, многих командиров и политработников, обезоружили часть красноармейцев. Однако Г. А. Кочергину и некоторым командирам удалось бежать.
Южнее 2-я бригада, командир бригады Л. А. Маслов, в это время отходила на с. Братское (село 70 км на юго-запад от Долинской) (село 40 км к северо-востоку от г. Вознесенска). В бригаде махновцы арестовали несколько командиров, работников штаба, но им также удалось бежать. Подверглась налёту и батарея Емельяна Горишнего, которая располагалась у г.Берислава на Днепре. Однако батарейцы успешно отразили нападение махновцев.
Часть гарнизона г. Николаева переметнулась к махновцам. Верные Советской власти части защищали город, сражаясь с украинскими самоопределяющимися бандами по дороге к г. Одессе. Новый командующий группой войск И. Федько решил прежде всего навести порядок в г. Николаеве. Вместе с А. В. Мокроусовым и адъютантом Иваном Израенко, Н. И. Подвойским, Н. И. Ефимовым, М. С. Лепетенко, С. П. Урицким, одержанным личным составом батальона связи под командованием Левинсона на митинге организованном махновцами им удалось восстановить порядок.
Вот в такой сложной обстановке И. Ф. Федько думал, как вывести из этого хаоса не только 58-ю, но 45-ю и 47-ю дивизии, входящие в Южную группу войск, на соединение с основными силами Красной Армии, действующими на Украине. После событий 13 августа в районе станций Долинская и Помощная 58-я стрелковая дивизия потеряла почти весь состав.
Губернский город Херсон был занят войсками русской армии.
20 августа 1919 г. войска Южной группы 12-й армии получили приказ Реввоенсовета Южной группы о переходе на север.
Реввоенсовет Южной группы разработал план похода. По плану каждой дивизии указывался маршрут движения, 58-я сд под командованием И. Ф. Федько составляла правую колонну войск. Совместно с ней действовала 47-я сд под командованием Лагофета. В левую колонну входили две бригады 45-й сд под общим командованием Г. И. Котовского, имея задачу отражать противника с запада.
30 августа командир 58-й дивизии И. Ф. Федько издал приказ о порядке построения и маршруте движения дивизии. Исходя из указаний Реввоенсовета Южной группы, И. Ф. Федько присоединил к своей дивизии оставшиеся целыми части 47-й сд и из района н.п. Голта (часть г. Первомайска Николаевской области) двинулся по правому берегу Южного Буга в направлении г. Умани.
Начдив разделил дивизию на две колонны. В правую колонну, которой командовал А. В. Мокроусов, были включены 520-й и 522-й полки. Колонна А. В. Мокроусова обеспечивала части дивизии от внезапного нападения деникинцев с востока и северо-востока. В левую колонну, которой командовал Л. А. Маслов, были включены 1-й крестьянский полк, 3-й лёгкий артиллерийский дивизион, комендантская команда и гарнизонный батальон. Обеим колоннам точно указывалось время выступления их частей и порядок движения. Впереди колонн двигался авангард под командованием бывшего начдива-47 Лагофета из подразделений 416-го и 418-го полков. Лагофет получил приказ обеспечить колонны от внезапного нападения возможного противника на пути движения. Для этого он выслал пешую и конную разведку по маршруту движения авангарда. Создавая колонны, И. Ф. Федько руководствовался учётом сил возможного противника. С востока был более сильный враг — русские войска А. Деникина, с юго-запада — местные украинские формирования и банды и могли появиться украинские войска Директории.
45-я дивизия одновременно выступила из района Бирзулы (г. Подольск, Одесская область).
Южная группа войск успешно продвигалась на север, но и противник не терял времени.
2 сентября 58-я дивизия заняла г. Умань .
12 сентября войска 58-й дивизии получили приказ начать решительное наступление на города Сквиру и Белую Церковь.
13 сентября между всеми дивизиями Южной группы войск 12-й армии установилась прочная связь.
30 августа — 18 сентября дивизия совершила 400-километровый переход по тылам противника для соединения с главными силами 12-й армии РККА. Южная группа войск расформировывалась, дивизия перешла в подчинение РВС 12-й армии.,
14 октября части 58-й и 44-й сд под общим руководством И. Ф. Федько ворвались в г. Киев и удерживали его в течение трёх суток. Затем город пришлось оставить.
1 ноября Революционного военного совета Республики наградил дивизию Почётным Революционным Красным Знаменем.,,
11 ноября начальником дивизии назначен П. Е. Княгницкий.
Дивизия участвовала в форсировании рек Днепр и Десна.
В конце ноября — начале декабря дивизия в составе 12-й армии участвовала в боях под Киевом.
16 декабря войска 44-й сд первыми вошли в г. Киев. 58-я дивизия в составе 12-й армии участвовала в освобождении г. Киева, Борисполя.
1920 год
В апреле против Советской России выступают Польша, Русская армия под командованием Врангеля, находившаяся в Крыму. Польские войска наступали на Киевском фронте от Овруча до реки Днестр. Главный удар они наносили на Киев, вспомогательный — на Одессу.
Дивизия в составе 12-й армии Южного фронта участвовала в войне с Польшей при отходе с линии рек Стоход, Стырь, Горынь.
Дивизия вела бои с вооружёнными отрядами Булак-Балаховича в районе Овруч, Чернобыль.
6 мая советские войска оставили г. Киев.
7 июля начальником дивизии назначен В. В. Попов.
В 1920 дивизия награждена орденом Красного Знамени (за боевые отличия в боях с польскими войсками).
В августе дивизия в составе Мозырьской группы войск.
В сентябре-ноябре дивизия в составе 12-й армии.
В декабре дивизия в составе 14-й армии.
1921 год
В январе — мае дивизия была в составе Киевского военного округа.
12 мая дивизия расформирована.

## В составе
| Дата                          | Фронт                                          | Армия                  | Корпус                  | Примечания |
| 27 июля — август 1919         | Южный фронт                                    | 14-я армия             |                         |            |
| 1 — 7 сентября 1919           | В подчинении Главнокомандующего Красной Армией | 12-я армия             |                         |            |
| 7 сентября — 17 октября 1919  | Западный фронт                                 | 12-я армия             |                         |            |
| 17 октября 1919 — август 1920 | Южного фронта                                  | 12-я армия             |                         |            |
| август 1920                   |                                                |                        | Мозырьская группа войск |            |
| сентябрь — ноябрь 1920        | Южного фронта                                  | 12-я армия             |                         |            |
| декабрь 1920                  | Юго-Западный фронт                             | 14-я армия             |                         |            |
| январь — 12 мая 1921          | Вооружённые Силы Украины и Крыма               | Киевский военный округ |                         |            |
| ----------------------------- | ---------------------------------------------- | ---------------------- | ----------------------- | ---------- |

## Командование
Начальники дивизии:
- Иван Фёдорович Федько (22.07.1919 — 11.11.1919).[3]
- Павел Ефимович Княгницкий (11.11.1919 — 07.07.1920).[3]
- Владимир Васильевич Попов (07.07.1920 — 12.05.1921).[3]

## Другие командиры
- 1-я бригада — командир бригады А. Шишкин.
- 2-я бригада — командир бригады Л. А. Маслов.
- 3-я бригада — командир бригады Г. А. Кочергин.
- Батальон связи. Командир батальона Левинсон.
- Артиллерийская батарея — командир батареи Емельян Горишный.

517-й стрелковый полк — командир полка Таран.
3-я бригада, 520-й стрелковый полк — командир полка Моисеенко.
522-й стрелковый полк — командир полка Карпенко.

## Известные люди, связанные с дивизией
- Белый, Семен Осипович —  С 08.1920 по 12.1920 начальник полевого штаба, помощник начальника штаба 172-й бригады 58-й сд); с 12.1920 по 05.1921 начальник штаба 172-й бригады.

Горбатов, Александр Васильевич